# نهاد ریاست‌جمهوری
ریاست جمهوری یک نهاد یا سازمان اجرایی است که در کنار دفتر رئیس‌جمهور یک کشور قرار دارد. این نهاد بسته به قوهٔ مجریهٔ یک کشور، مجموعهٔ بزرگی متشکل از سازمان‌ها، ادارات، معاونت‌ها، مشاورین و سایر کارمندان می‌باشد.

## نهاد ریاست جمهوری بر پایه کشورها

### ایران
بر طبق ماده ۱۷ قانون تعیین حدود وظایف و اختیارات و مسئولیتهای ریاست جمهوری اسلامی ایران،  نهاد ریاست جمهوری ایران نهادی دارای شخصیت حقوقی است که به منظور اداره امور نظارت رئیس‌جمهور ایران تشکیل شده‌است.

### ایالات متحده
در ایالات متحده نهاد ریاست‌جمهوری توسط رئیس‌جمهور رهبری می‌شود. علاوه بر ریاست دولت، رییس نیروهای مسلح این کشور نیز می‌باشد.